# Azaflı
Azaflı è un comune dell'Azerbaigian situato nel distretto di Tovuz. Conta una popolazione di 1 592 abitanti.